# روئینگ در بازی‌های آسیایی ۲۰۱۸
روئینگ یکی از ورزش‌های بازی‌های آسیایی ۲۰۱۸ است که از ۱۹ تا ۲۴ اوت ۲۰۱۸ برگزار شده است.
این مسابقات در دو بخش مردان و زنان در جاکابارینگ اسپورت سیتی، جاکارتا، اندونزی انجام شده است.

## خلاصه مدال‌ها

### جدول مدال‌ها
| رتبه  | کشور      | طلا | نقره | برنز | مجموع |
| ۱     | چین       | ۹   | ۱    | ۰    | ۱۰    |
| ۲     | کره جنوبی | ۱   | ۴    | ۱    | ۴     |
| ۳     | اندونزی   | ۱   | ۲    | ۲    | ۵     |
| ۴     | ازبکستان  | ۱   | ۲    | ۱    | ۴     |
| ۵     | ویتنام    | ۱   | ۱    | ۰    | ۲     |
| 6     | هند       | ۱   | ۰    | ۲    | ۳     |
| 6     | ژاپن      | ۱   | ۰    | ۲    | ۳     |
| ۸     | ایران     | ۰   | ۳    | ۱    | ۴     |
| ۹     | هنگ کنگ   | ۰   | ۱    | ۲    | ۳     |
| ۱۰    | چین تایپه | ۰   | ۱    | ۰    | ۱     |
| ۱۱    | تایلند    | ۰   | ۰    | ۳    | ۳     |
| ۱۲    | قزاقستان  | ۰   | ۰    | ۱    | ۱     |
| مجموع | مجموع     | ۱۵  | ۱۵   | ۱۵   | ۴۵    |

### مدال‌آوران

#### مردان
| رویداد                 | طلا | نقره | برنز |
| انفرادی دو پارو        | Zhang Liang · چین | Kim Dong-yong · کره جنوبی | Ryuta Arakawa · ژاپن |
| دونفره دو پارو         | ازبکستان · Shakhboz Kholmurzaev · Shakhboz Abdujabborov                                                                                     | چین · Zhang Zhiyuan · Chen Sensen | تایلند · Prem Nampratueng · Jaruwat Saensuk |
| دونفره تک‌پارو          | چین · Li Xiaoxiong · Zhao Jingbin | ازبکستان · Sardor Tulkinkhujaev · Alisher Turdiev | ژاپن · Yoshihiro Otsuka · Yuta Takano |
| چهارنفره دو پارو       | هند · Sawarn Singh · Dattu Baban Bhokanal · Om Prakash · Sukhmeet Singh                                                                     | اندونزی · Kakan Kusmana · Edwin Ginanjar Rudiana · Sulpianto · Memo | تایلند · Piyapong Arnunamang · Methasit Phromphoem · Prem Nampratueng · Jaruwat Saensuk                                                               |
| سبک‌وزن انفرادی دو پارو | Park Hyun-su · کره جنوبی | Chiu Hin Chun · هنگ کنگ | Dushyant Chauhan · هند |
| سبک‌وزن دونفره دو پارو  | ژاپن · Masayuki Miyaura · Masahiro Takeda                                                                                                   | کره جنوبی · Kim Byung-hoon · Lee Min-hyuk | هند · Rohit Kumar · Bhagwan Singh |
| سبک‌وزن چهارنفره        | چین · Lü Fanpu · Xiong Xiong · Zhao Chao · Zhou Xuewu                                                                                       | اندونزی · Ali Buton · Ardi Isadi · Ferdiansyah · Ihram | ازبکستان · Shehroz Hakimov · Islambek Mambetnazarov · Otamurod Rakhimov · Zafar Usmonov                                                               |
| سبک‌وزن هشت‌نفره         | اندونزی · Tanzil Hadid · Muhad Yakin · Rio Rizki Darmawan · Jefri Ardianto · Ali Buton · Ferdiansyah · Ihram · Ardi Isadi · Ujang Hasbulloh | ازبکستان · Islambek Mambetnazarov · Anatoliy Krasnov · Alisher Yarov · Shehroz Hakimov · Shokhjakhon Najmiev · Zafar Usmonov · Otamurod Rakhimov · Dostonjon Bahriev · Dostonjon Khursanov | هنگ کنگ · Kenneth Liu · Chau Yee Ping · James Wong · Tang Chiu Mang · Lam San Tung · Yuen Yun Lam · Leung Chun Shek · Wong Wai Kin · Cheung Ming Hang |

#### زنان
| رویداد                  | طلا                                                                  | نقره                                                              | برنز                                                                            |
| انفرادی دو پارو         | Chen Yunxia · چین                                                    | Huang Yi-ting · چین تایپه                                         | Aleksandra Opachanova · قزاقستان                                                |
| دونفره دو پارو          | چین · Jiang Yan · Li Jingjing                                        | کره جنوبی · Kim Seul-gi · Kim Ye-ji                               | ایران · مریم کریمی · پریسا احمدی                                                |
| دونفره تک‌پارو           | چین · Ju Rui · Lin Xinyu                                             | کره جنوبی · Jeon Seo-yeong · Kim Seo-hee                          | اندونزی · Julianti · Yayah Rokayah                                              |
| چهارنفره                | چین · Yi Qilin · Guo Linlin · Zhang Min · Wang Fei                   | ویتنام · Đinh Thị Hảo · Trần Thị An · Lê Thị Hiền · Phạm Thị Huệ  | اندونزی · Chelsea Corputty · Wa Ode Fitri Rahmanjani · Julianti · Yayah Rokayah |
| سبک‌وزن انفرادی دو پارو  | Pan Dandan · چین                                                     | نازنین ملائی · ایران                                              | Lee Ka Man · هنگ کنگ                                                            |
| سبک‌وزن دونفره دو پارو   | چین · Liang Guoru · Wu Qiang                                         | ایران · نازنین رحمانی · مریم امیدی پارسا                          | تایلند · Matinee Raruen · Phuttharaksa Neegree                                  |
| سبک‌وزن چهارنفره دو پارو | ویتنام · Hồ Thị Lý · Lương Thị Thảo · Phạm Thị Thảo · Tạ Thanh Huyền | ایران · مهسا جاور · مریم کریمی · مریم امیدی پارسا · نازنین رحمانی | کره جنوبی · Choi Yu-ri · Ji Yoo-jin · Jung Hye-ri · Ku Bo-yeun                  |